# マッテオ・ザンニ
マッテオ・ザンニ（Matteo Zanni、1987年2月17日 - ）は、イタリアミラノ出身の男性フィギュアスケートアイスダンス選手。2004年JGPファイナル3位。パートナーはアンナ・カッペリーニ、カミラ・ピストレッロなど。

## 経歴
ミラノに生まれ、7歳のころにスケートを始めた。フェデリカ・ボルディエーリとのカップルを経て、2002年にアンナ・カッペリーニとカップルを結成した。2002-2003年シーズンからISUジュニアグランプリに参戦し、翌2003-2004年シーズンにはJGPメキシコ杯とJGPスケートブレッドで2大会連続3位となるなど頭角を現した。
2004-2005年シーズン、JGPブダペストとJGPベオグラード・スパローで連続優勝を飾り、初進出のJGPファイナルでは3位となる。イタリア選手権にはシニアクラスで出場し3位となった。メダルが期待された2005年世界ジュニア選手権ではフリーダンスを棄権、のちにアンナ・カッペリーニとのカップルを解消して新たにカミラ・ピストレッロとカップルを結成した。
2006-2007年シーズン、ピストレッロとともにISUジュニアグランプリに臨んだものの表彰台に上ることはなく、シーズン終了後に解散に至った。2007-2008年シーズン、ロシア人のナタリア・ミチュシナと新たにカップルを結成しイタリア選手権、世界ジュニア選手権に出場したが、翌2008-2009シーズンはじめに解散した。

## 主な戦績
- 2004-05までアンナ・カッペリーニとのカップル
- 2006-07はカミラ・ピストレッロとのカップル
- 2007-08はナタリア・ミチュシナとのカップル

| 大会/年                       | 2002-03 | 2003-04 | 2004-05 | 2005-06 | 2006-07 | 2007-08 |
| ----------------------------- | ------- | ------- | ------- | ------- | ------- | ------- |
| イタリア選手権                |         |         | 3       |         |         | 2J      |
| 世界Jr.選手権                 | 20      | 5       | 棄権    |         | 8       | 15      |
| JGPファイナル                 |         |         | 3       |         |         |         |
| JGPスピンオブノルウェー       |         |         |         |         | 4       |         |
| JGPベオグラード・スパロー     |         |         | 1       |         |         |         |
| JGPブダペスト                 |         |         | 1       |         | 5       |         |
| JGPスケートブレッド           |         | 3       |         |         |         |         |
| JGPメキシコ杯                 |         | 3       |         |         |         |         |
| JGPトラパネーゼ杯             | 11      |         |         |         |         |         |
| JGPブラオエン・シュベルター杯 | 6       |         |         |         |         |         |

### 詳細
| 2007-2008 シーズン   |                                                        |          |          |          |           |
| 開催日               | 大会名                                                 | CD       | OD       | FD       | 結果      |
| 2008年2月25日-3月2日 | 2008年世界ジュニアフィギュアスケート選手権（ソフィア） | 13 25.06 | 16 41.05 | 14 63.58 | 15 129.69 |

| 2006-2007 シーズン    |                                                                  |         |         |         |          |
| 開催日                | 大会名                                                           | CD      | OD      | FD      | 結果     |
| 2007年2月26日-3月4日  | 2007年世界ジュニアフィギュアスケート選手権（オーベルストドルフ） | 7 30.26 | 7 46.69 | 8 65.50 | 8 142.45 |
| 2006年9月28日-10月1日 | ISUジュニアグランプリ スピンオブノルウェー（オスロ）             | 1 32.36 | 7 40.05 | 2 63.90 | 4 136.31 |
| 2006年8月31日-24日    | ISUジュニアグランプリ ブダペスト（ブダペスト）                   | 5 26.33 | 7 39.94 | 3 64.14 | 5 130.41 |

| 2004-2005 シーズン   |                                                              |         |         |         |          |
| 開催日               | 大会名                                                       | CD      | OD      | FD      | 結果     |
| 2005年2月28日-3月6日 | 2005年世界ジュニアフィギュアスケート選手権（キッチナー）     | 4 34.58 | 8 47.09 | -       | 棄権     |
| 2004年12月2日-5日    | 2004/2005 ISUジュニアグランプリファイナル（ヘルシンキ）      | 3 34.21 | 4 49.95 | 3 74.80 | 3 158.96 |
| 2004年9月23日-26日   | ISUジュニアグランプリ ベオグラード・スパロー（ベオグラード） | 1 38.40 | 1 52.77 | 2 78.52 | 1 169.69 |
| 2004年9月2日-5日     | ISUジュニアグランプリ ブダペスト（ブダペスト）               | 1 36.12 | 1 51.64 | 1 79.11 | 1 166.87 |

| 2003-2004 シーズン   |                                                      |    |    |    |      |
| 開催日               | 大会名                                               | CD | OD | FD | 結果 |
| 2004年2月29日-3月7日 | 2004年世界ジュニアフィギュアスケート選手権（ハーグ） | 3  | 2  | 5  | 5    |
| 2003年10月9日-12日   | ISUジュニアグランプリ スケートブレッド（ブレッド）   | 2  | 3  | 3  | 3    |
| 2003年9月25日-28日   | ISUジュニアグランプリ メキシコ杯（メキシコシティ）   | 2  | 2  | 3  | 3    |

| 2002-2003 シーズン     |                                                                |    |    |    |      |
| 開催日                 | 大会名                                                         | CD | OD | FD | 結果 |
| 2003年2月24日-3月2日   | 2003年世界ジュニアフィギュアスケート選手権（オストラヴァ）     | 11 | 12 | 19 | 20   |
| 2002年10月30日-11月3日 | ISUジュニアグランプリ トラパネーゼ杯（ミラノ）                 | 10 | 11 | 11 | 11   |
| 2002年10月10日-6日     | ISUジュニアグランプリ ブラオエン・シュベルター杯（ケムニッツ） | 6  | 7  | 5  | 6    |